# Algarinejo

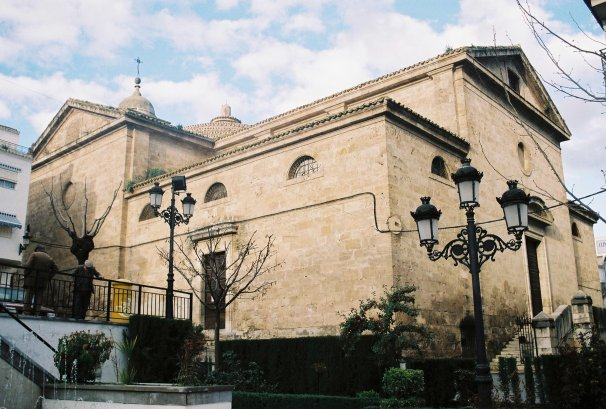
Iglesia de Santa María la Mayor

Algarinejo es una localidad y municipio español situado en la parte noroccidental de la comarca de Loja, en la provincia de Granada, comunidad autónoma de Andalucía. Limita con los municipios granadinos de Montefrío, Loja y Zagra, y con los municipios cordobeses de Iznájar y Priego de Córdoba.
El municipio algarinejense es una de las dieciséis entidades que componen el Poniente Granadino, y comprende los núcleos de población de Algarinejo —capital municipal—, Fuentes de Cesna, Palancar, La Viña, Dehesilla, Sierra de Ojete-Chite y La Saucedilla.

## Toponimia
Su topónimo actual deriva del árabe al-Garin, que significa «las cuevas». El gentilicio formal que se emplea es algarinejense, pero los habitantes del pueblo son conocidos popularmente como cebolleros/as.
| al-Garin > Algarinejo |

## Historia
Algarinejo es un pueblo que remonta sus orígenes al calcolítico, en el yacimiento de Villavieja. También hay presencia de Roma, con la villa romana. Pero sería en el periodo musulmán cuando se fundó la alquería de "al-Garín". Entre el periodo nazarí y castellano, Algarinejo, junto con las villas de Zagra, Iznájar y Cesna, se consolidará como una villa de frontera. Crucial para su defensa y la del territorio es la fortificación de Pesquera, un hisn o castillo defensivo para la población. De esta quedan algunos restos visibles estudiados mediante metodología arqueológica. Los resultados mostraron una ocupación medieval que podría inducirse que empieza en el siglo X hasta la consolidación como una potente estructura defensiva que controle los recursos agropecuarios y poblacionales en los siglos XIV y XV, siendo seguramente destruida y abandonada en las inmediaciones de la Guerra de Granada.
En la época de la Ilustración, siglo XVIII, vería construirse su principal monumento, la iglesia de Santa María La Mayor, por el renombrado arquitecto neoclásico Ventura Rodríguez.
La familia de los Fernández de Córdoba, marqueses de Algarinejo, marcarían el devenir de Algarinejo durante siglos.

## Geografía

### Ubicación

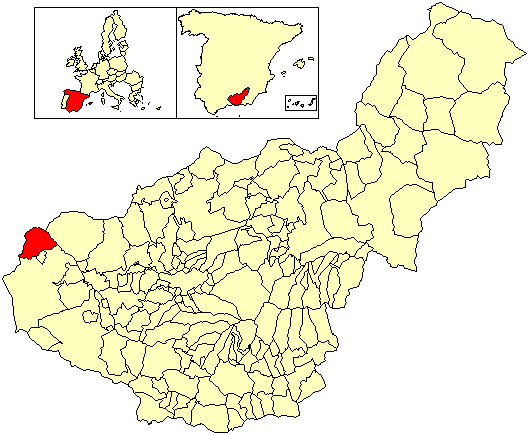
Extensión del municipio en la provincia de Granada

Integrado en la comarca de Loja, se encuentra situado a 76 kilómetros de la capital provincial, a 87 de Jaén, a 229 de Almería y a 350 de Murcia. El término municipal está atravesado por la carretera A-4154, que conecta las ciudades de Loja y Priego de Córdoba.
| Noroeste: Priego de Córdoba (CO) | Norte: Priego de Córdoba (CO) | Nordeste: Priego de Córdoba (CO) y Montefrío |
| Oeste: Iznájar (CO)              |                               | Este: Montefrío                              |
| Suroeste: Iznájar (CO) y Loja    | Sur: Loja y Zagra             | Sureste: Loja y Montefrío                    |

## Demografía
Cuenta con una población de 2335 habitantes (INE 2024), que se distribuyen de la siguiente manera:
| Unidad poblacional    | Hab. |
| --------------------- | ---- |
| Algarinejo            | 1344 |
| Fuentes de Cesna      | 410  |
| Palancar              | 219  |
| La Viña               | 193  |
| Dehesilla             | 118  |
| Sierra de Ojete-Chite | 75   |
| La Saucedilla         | 67   |
| TOTAL                 | 2436 |

| Gráfica de evolución demográfica de Algarinejo entre 1842 y 2021                                                    |
| |
| Población de derecho según los censos de población del INE Población de hecho según los censos de población del INE |

## Economía

### Evolución de la deuda viva municipal
| Gráfica de evolución de la deuda viva del Ayuntamiento de Algarinejo entre 2008 y 2019                                |
| |
| Deuda viva del Ayuntamiento de Algarinejo en miles de euros según datos del Ministerio de Hacienda y Función Pública. |

## Administración y política
Los resultados en Algarinejo de las últimas elecciones municipales, celebradas en mayo de 2023, son:
| Elecciones Municipales - Algarinejo (2023) | Elecciones Municipales - Algarinejo (2023) | Elecciones Municipales - Algarinejo (2023) | Elecciones Municipales - Algarinejo (2023) | Elecciones Municipales - Algarinejo (2023) |
| Partido político                           | Partido político                           | Votos                                      | Votos                                      | Concejales                                 |
| ------------------------------------------ | ------------------------------------------ | ------------------------------------------ | ------------------------------------------ | ------------------------------------------ |
|                                            | Partido Popular (PP)                       | 998                                        | 63,20 %                                    | 7                                          |
|                                            | Partido Socialista Obrero Español (PSOE)   | 517                                        | 32,74 %                                    | 4                                          |
|                                            | Vox (VOX)                                  | 51                                         | 3,22 %                                     | 0                                          |

## Comunicaciones

### Carreteras
Las principales vías del municipio son:
| Identificador | Denominación                                               | Itinerario                         |
| ------------- | ---------------------------------------------------------- | ---------------------------------- |
| A-333         | Carretera de Alcaudete a Archidona                         | Alcaudete - Archidona              |
| A-4154        | Carretera de Priego de Córdoba a Loja                      | Priego de Córdoba - Loja           |
| GR-5400       | De Ventorros de San José a Algarinejo por Fuentes de Cesna | Ventorros de San José - Algarinejo |
| GR-6400       | De GR-5400 a A-333                                         | Palancar - El Higueral             |

Algunas distancias entre Algarinejo y otras ciudades:
| Ciudades | Distancia (km) |
| -------- | -------------- |
| Loja     | 32             |
| Granada  | 76             |
| Jaén     | 87             |
| Almería  | 229            |
| Murcia   | 350            |

## Servicios

### Sanidad
Algarinejo pertenece a la zona básica de salud de Montefrío, en el distrito sanitario Metropolitano de Granada. El municipio cuenta con tres consultorios médicos, situados uno en la calle Salvador Dalí, s/n, de Algarinejo, otro en Fuentes de Cesna, y el tercero en La Viña.

### Educación
Los centros educativos que hay en el municipio son:
| Denominación genérica                    | Nombre del centro                | Naturaleza | Dirección                                  |
| ---------------------------------------- | -------------------------------- | ---------- | ------------------------------------------ |
| Colegio de educación infantil y primaria | CEIP Andrés Manjón               | Público    | C/ Mesón, 4                                |
| Colegio de educación infantil y primaria | CEIP San Jerónimo                | Público    | C/ Escuelas Nuevas, s/n (Fuentes de Cesna) |
| Escuela infantil                         | EI El Trenecillo                 | Público    | C/ La Redonda, s/n                         |
| Sección de educación permanente          | SEP Ventura Rodríguez-Algarinejo | Público    | C/ La Redonda, s/n                         |

## Cultura

### Fiestas

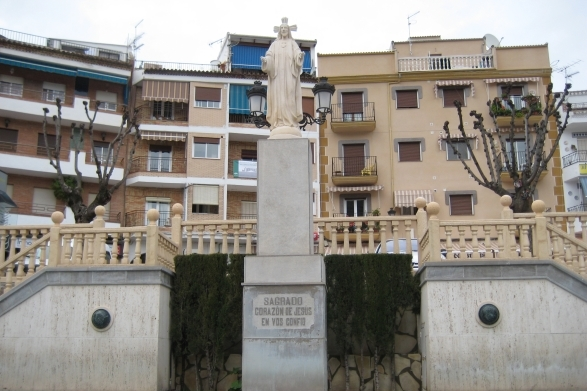
Vista de la plaza de España, en Algarinejo

Las fiestas del municipio comienzan el 25 de abril, día que se celebra San Marcos. Es típico que las familias se reúnan y vayan a comer al campo.
También se festeja San Isidro, patrón de los agricultores, cada 15 de mayo. Este día tiene lugar una romería, que recorre desde la plaza de España hasta las Llanadas.
En julio se celebra la feria de Santa Ana, coincidiendo normalmente con el último fin de semana de julio y un mes después se celebra la Feria Real, en la que sale la procesión de Nuestro Padre Jesús Nazareno. A esta última también asiste la Legión Española.

## Hermanamientos
- Olesa de Montserrat, España